# Аце Трайчев
Ангел (Аце, Ацко) Трайчев Цветанов Коларов, наречен Коларчето, е български революционер, войвода на Вътрешната македоно-одринска революционна организация.

## Биография
Коларчето е роден в битолското село Базерник, днес Северна Македония. Остава без образование. Влиза в редовете на ВМОРО и става терорист в групата на Георги Сугарев. После е войвода на чета в Битолско. Води над 20 сражения с османски войски. По време на Илинденско-Преображенското въстание в 1903 година е войвода на чета в Преспанско, а в неговата чета са и поп Найчо и учителят Симон от село Цапари. Загива на 23 септември заедно с войводите Стерьо Наку, Янаки Магарещанец и 45 четници в сражение на връх Малък Пелистер в Баба планина.